# Setuza
SETUZA a.s. je společnost se sídlem v Ústí nad Labem, která se zabývala především zpracováním olejnin.

## Historie
Podnik byl založen 6. července 1848 sedlákem, řezníkem a uzenářem Georgem Schichtem a svého největšího rozvoje dosáhl pod vedením jeho syna Johanna, kdy se podnik stal koncernem tukového průmyslu evropského významu. Z komerčních důvodů byla značka Schicht zachována jistý čas i po odkoupení společnosti státem (Schichtovy závody nebyly nikdy znárodněny, protože nikdy nebyly obviněny z kooperace s nacismem), ke kterému došlo v roce 1946. V roce 1951 byl podnik definitivně přejmenován na Severočeské tukové závody (stz, později též SETUZA) a ke svému starému názvu už se nikdy nevrátil.
Ve druhém čtvrtletí roku 1998 došlo z iniciativy SPGroup, která se postupně stala největším akcionářem Setuzy, k rozsáhlé obměně představenstva. Novým předsedou představenstva byl zvolen Jan Gottvald, za SPGroup byl do představenstva zvolen Jaroslav Šafařík. V polovině srpna 1998 měla SPGroup v Setuze podíl 49,92 %.
30. září 1998 Setuza založila dceřinou společnost SETUZA energetika, a.s., do které převedla svá energetická aktiva.
13. října 1998 založila Investiční a poštovní banka (IPB) společně se Setuzou společnost Českomoravská finanční a leasingová, a.s. (ČMFL) se základním kapitálem 1,45 miliardy korun. Setuza upsala 48,3 % akcií za 700 milionů korun. 19. října 1998 založila ČMFL dceřinou akciovou společnost Agrocredit. 26. října 1998 převedla SPGroup na Agrocredit 49,92 % akcií Setuzy. Majoritní podíl v ČMFL získala společnost Maitland Holdings B.V., jejíž jméno se později objevilo v souvislosti s tzv. kajmanskými fondy IPB.
V únoru 1999 Setuza prodala za 750 milionů korun svůj podíl v dceřiné společnosti Setuza energetika americké společnosti Cinergy. Koncem roku 1999 se stal předsedou představenstva společnosti Agrocredit Tomáš Pitr. 15. března 2000 se Setuza stala jediným akcionářem společnosti Milo Holding. 21. března koupila Setuza od Společnosti Bullfinch za 586 milionů korun 49,92 % podíl v olomoucké společnosti Milo Surovárny. 16. června 2000 byla na IPB, významného věřitele Setuzy, uvalena nucená správa. Společnost Agrocredit jednající předsedou představenstva Tomášem Pitrem 27. června převedla na společnost Invest Oil Bohemia (IOB) 34,92 % akcií Setuzy za cenu 120 milionů korun a o den později i 49,92 % akcií Mila za cenu 630 milionů korun . 29. června 2000 prodala Setuza společnosti IOB za nominální hodnotu 700 milionů korun akcie ČMFL a současně od ní koupila za 750 milionů korun dalších 49,92 % akcií Milo Surovárny. IOB následně "uhradila" svůj závazek vůči Agrocreditu převedením 48,3 % podílu v ČMFL, což vedlo k trestnímu stíhání Tomáše Pitra.
V srpnu 2007 prodala Setuza sesterské společnosti STZ Development nemovitý majetek oceněný znaleckou společností American Appraisal na 1,1 miliardy korun.
V roce 2008 se společnost transformovala do několika společností
- STZ a.s.
- Oleofin a.s.
- Spolpharma, s.r.o.

Společnost Setuza a.s však nezanikla, dne 11. září 2009 měla valnou hromadu akcionářů. Má nyní jediný výrobní závod v Mydlovarech, 37348 Dívčice (v jižních Čechách), sídlo firmy zůstává v Ústí nad Labem.
V roce 2010 byl na Setuzu podán insolvenční návrh, 4. listopadu 2010 soudkyně Irena Lacinová ustanovila předběžným insolvenčním správcem společnost Insolv, v.o.s. 15. listopadu 2010 na sebe podala mateřská skupina CAMPASPOL HOLDING insolvenční návrh, ve kterém předseda představenstva Petr Líska soudu navrhl určit insolvenčním správcem Vladimíru Jechovou Vápeníkovou. 9. prosince 2010 určil předseda krajského soudu Milan Kohoutek Vladimíru Jechovou Vápeníkovou insolvenčním správcem společnosti Setuza.

## Výrobky Schichtových závodů
- Mýdlo s jelenem
- mléčný margarin Visan[19][20]
- čajový margarin Rita[21]
- pokrmový tuk Ceres[22]